# آرتم کوزنتسف
آرتم کوزنتسف (ارمنی: Արտյոմ Կուզնեցով؛ انگلیسی: Artem Kuznetsov؛ ۱۹ ژوئیهٔ ۱۹۹۲ ) بازیکن هاکی روی یخ اهل ارمنستان در پست فوروارد است.

## باشگاهی
از باشگاه‌هایی که در آن بازی کرده‌است می‌توان به باشگاه هاکی روی یخ شنگاویت، BKMA Yerevan اشاره کرد.

## تیم ملی
وی همچنین در تیم ملی هاکی روی یخ مردان ارمنستان بازی کرده‌است